# 高埔岗街道
高埔岗街道是中国广东省河源市源城区下辖的一个街道，2011年设立，管辖原高埔岗农场范围。高埔岗街道辖区总面积10.5平方公里，下辖3个社区，总人口2.4万，其中户籍人口3000多人。

## 行政区划
下辖3个社区居委会：新作塘社区、大水井社区和新陂社区。